# Mimimi Games
Mimimi Games GmbH（前称Mimimi Productions）曾是一家位于德国慕尼黑的电子游戏开发公司，由多米尼克·阿贝和约翰内斯·罗特创办于2011年。公司开发的主要作品包括《影子战术：将军之刃》、《赏金奇兵III》和《影子诡局：被诅咒的海盗》。

## 公司历史
Mimimi Games的创始人多米尼克·阿贝（Dominik Abé）和约翰内斯·罗特（Johannes Roth）皆就读于慕尼黑媒体设计学院的电子游戏设计专业，二人自2008年10月开始以“Mimimi”之名组建团队开发游戏，处女作《Grounded》而后于2009年11月问世。Mimimi凭该作赢得了当年度德国开发者奖“Gamesload新人奖”第二名，次年又获德国电子游戏奖“学生作品最佳概念”奖项提名。
随后团队便投入到新作《热气球探险》（daWindci）的开发中：游戏采用Unity引擎制作，主要玩法为控制天气将热气球引导至目的地。游戏的PC版本于2010年度科隆游戏展亮相并受到好评，其基于鼠标的系统却不利于操作，团队因此决定将游戏移植到iPad上。然而，当时的Mimimi无力负担高达15,000欧元的设备费用，最终靠作品说服Reality Twist作为发行商为其提供资金支持，又聘请艺术家弗洛里安·斯莫尔卡（Florian Smolka）和卢卡斯·赖纳（Lucas Reiner）参与美术设计。2011年1月13日，阿贝和罗特正式成立Mimimi Productions GbR，《热气球探险》则于同年4月14日发行。次年1月，公司改组为Mimimi Productions UG。
2014年5月，Mimimi Productions推出其首部PC平台游戏《最后的修补匠：彩色之城》，并于同年8月登陆PlayStation 4。2016年12月，Mimimi制作的即时战术游戏《影子战术：将军之刃》发售，随即斩获当年度德国开发者奖“最佳德国游戏”在内三项大奖，公司也赢得“最佳工作室”殊荣。游戏还获2017年度德国电子游戏奖“最佳游戏设计”奖项，但Mimimi以计票不公正为由拒绝领奖。2018年8月，公司宣布从已破产的Spellbound Entertainment处接手，重启开发即时战术游戏《赏金奇兵》系列的续作《赏金奇兵III》，游戏后于2020年6月正式推出。2019年6月25日，公司更为现名。截至2021年11月，Mimimi Games旗下共有38名员工。
2023年8月17日，公司首款独立开发和发行的游戏《影子诡局：被诅咒的海盗》推出。尽管新作口碑不俗，销售收益却难以回收日益上升的开发成本，迫使Mimimi于同月底宣布将在未来几个月内关闭公司。同年12月，Mimimi正式结束营业。

## 作品列表
| 年份 | 游戏                            | 发行商                          | 平台                                                     | 来源   |
| ---- | ------------------------------- | ------------------------------- | -------------------------------------------------------- | ------ |
| 2011 | 热气球探险                      | Reality Twist                   | iOS                                                      | [ 1 ]  |
| 2014 | 最后的修补匠：彩色之城          | Unity Games、Loot Entertainment | Microsoft Windows、OS X、Linux、PlayStation 4            | [ 17 ] |
| 2016 | 影子战术：将军之刃              | Daedalic Entertainment          | Microsoft Windows、macOS、Linux、PlayStation 4、Xbox One | [ 7 ]  |
| 2020 | 赏金奇兵III                     | THQ Nordic                      | Microsoft Windows、macOS、Linux、PlayStation 4、Xbox One | [ 11 ] |
| 2021 | 影子战术：将军之刃 - 爱子的选择 | Daedalic Entertainment          | Microsoft Windows、Linux                                 | [ 18 ] |
| 2023 | 影子诡局：被诅咒的海盗          | Mimimi Games                    | Microsoft Windows、PlayStation 5、Xbox Series X/S        | [ 14 ] |